# Тиммерман, Франц Фёдорович

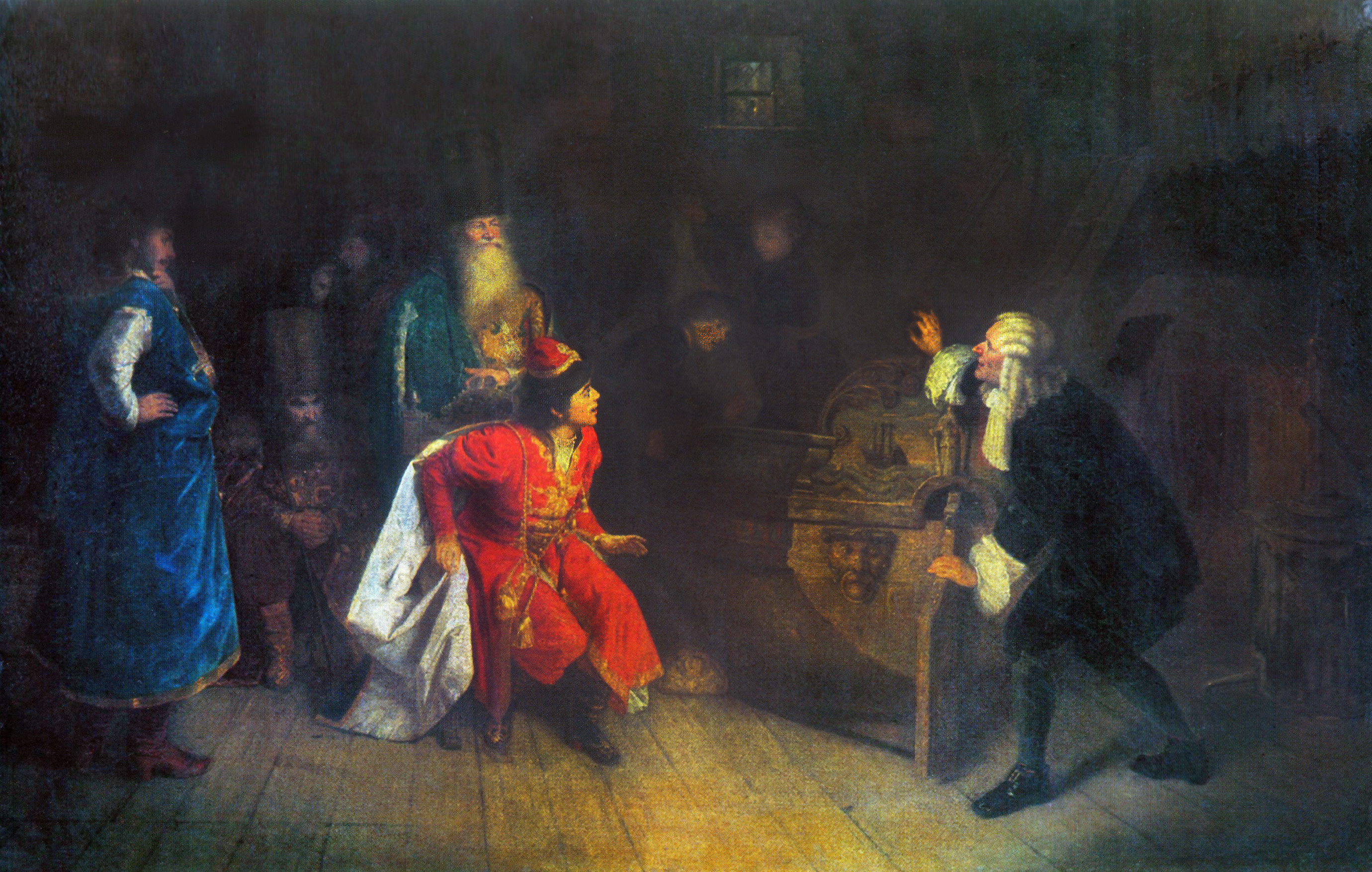
Григорий Мясоедов. «Дедушка русского флота»
(Франц Тиммерман показывает Петру ботик)

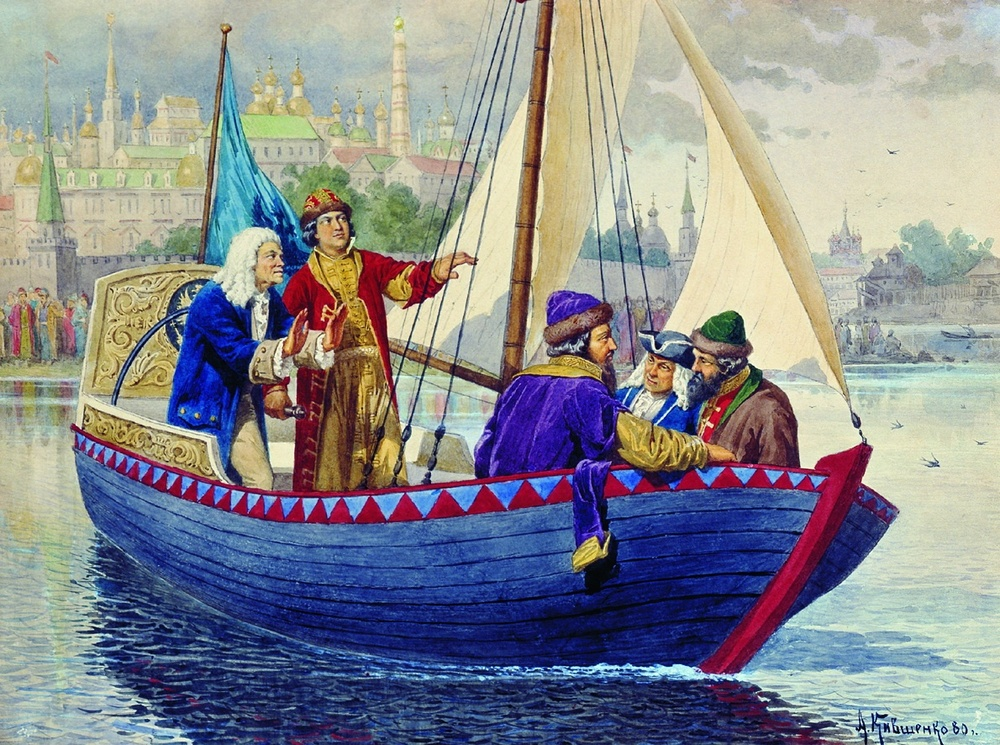
«Петр Первый управляет парусным ботиком», Алексей Кившенко, 1 января 1864 года

Франц Фёдорович Тиммерман (нидерл. Frans Timmerman; 1644 — 1702 (по другим данным 1710)) — голландский купец, учитель Петра І по геометрии и фортификации, корабельному мастерству, астрономии. 
Помогал Петру I освоить морское дело.

## Биография
Ещё юный царь с Францем Тиммерманом обнаружил в амбарах льняного двора в Измайлове и впоследствии восстановил знаменитый ботик английской работы, с которого началась вся морская история России.
Франц Тиммерман не только занимался организацией двух европейских посольств со стажировкой Петра на верфях Амстердама (где царь получил диплом «тиммермана» — корабельного плотника), но и руководил строительством не менее 150 судов в России, оставаясь при этом ближайшим другом и соратником Петра I.
Деятельность Тиммермана по постройке флота прерывалась первым Азовским походом, в котором он принимал участие в качестве главного инженера.
Несмотря на свою близость к Петру и на очевидное расположение к нему последнего, Тиммерман никогда не достигал высокого положения при дворе. В актах и делах он именуется иноземцем, иногда — корабельным мастером или размерных дел мастером и один раз — инженером.
1 января 1701 года ему был отдан Хамовный плац в Москве для производства парусного полотна с поставкой в казну; Тиммерман завёл здесь фабрику.
Рабочие на фабрике написали в 1720 году властям коллективную челобитную на Тиммермана.
Время его смерти нигде конкретно не указано, однако в просьбе, поданной его сыном — Иваном от 25 апреля 1713 года (в Государственном архиве, кабинетные дела, отд. II, кн. 18), говорится, что отец его умер, провладев Хамовным плацем полтора года. Отсюда исходит время его смерти — середина 1702 года.

## Портреты
- Франц Тиммерман изображён в числе других лиц на гравюре Шхонебека, представляющей осаду Азова; с этой гравюры заимствован его портрет в овале, с планом Азова в руках. Кроме этого ещё имеется его портрет, гравированный Афанасьевым (в собрании портретов Бекетова).